# Liste der Gouverneure von Maryland

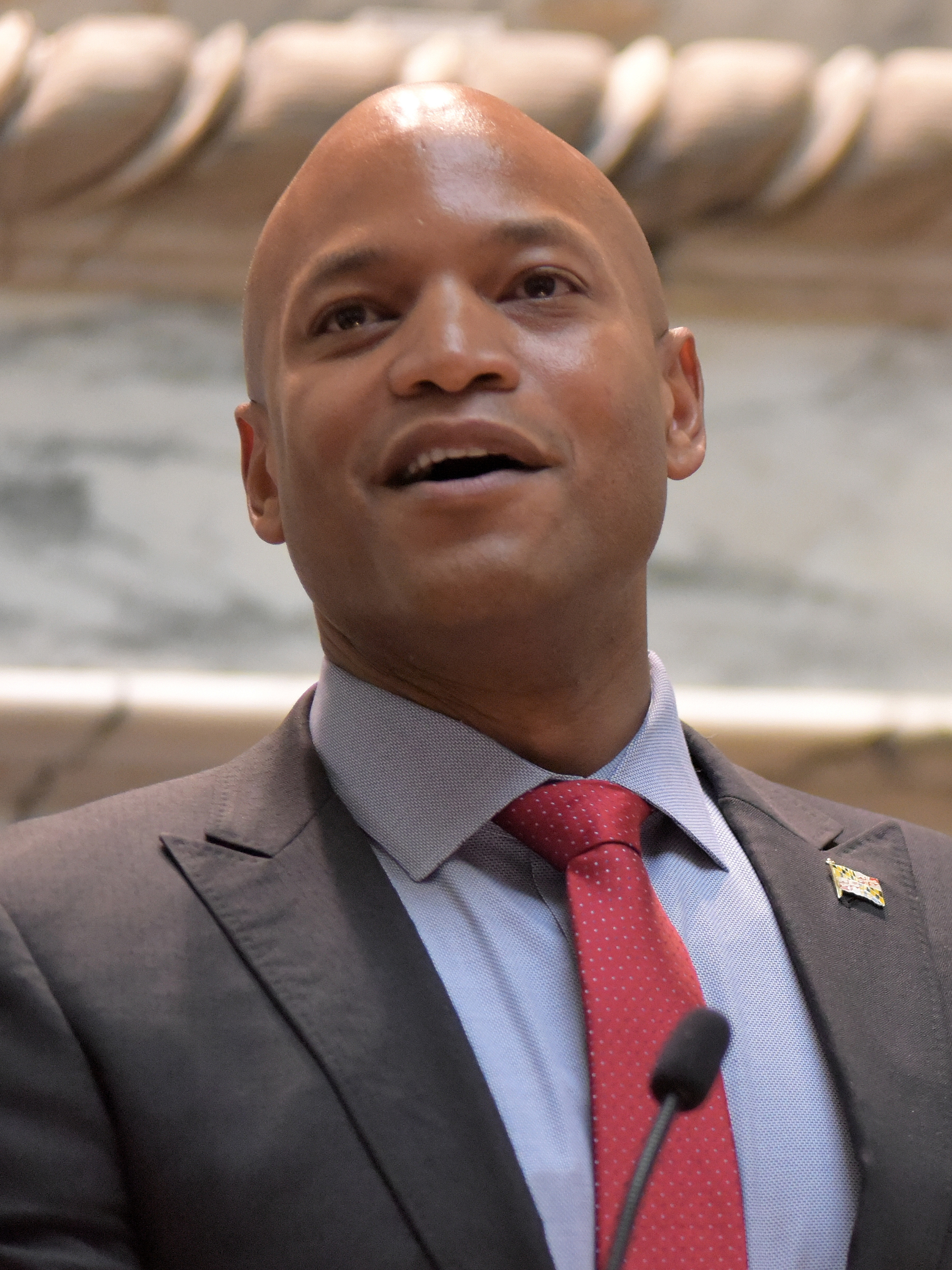
Wes Moore, Gouverneur von Maryland

Diese Liste führt alle Gouverneure des US-Bundesstaates Maryland auf.

## Maryland
| Name              | Amtszeit  | Partei                 |
| ----------------- | --------- | ---------------------- |
| Thomas Johnson    | 1777–1779 | keine                  |
| Thomas Sim Lee    | 1779–1782 | Föderalistische Partei |
| William Paca      | 1782–1785 | Anti-Federalist Party  |
| William Smallwood | 1785–1788 | keine                  |

## Bundesstaat Maryland
| Name                         | Amtszeit  | Partei                                   |
| ---------------------------- | --------- | ---------------------------------------- |
| John Eager Howard            | 1788–1791 | Föderalist                               |
| George Plater                | 1791–1792 | keine                                    |
| James Brice                  | 1792–1792 | keine                                    |
| Thomas Sim Lee               | 1792–1794 | Föderalist                               |
| John Hoskins Stone           | 1794–1797 | Föderalist                               |
| John Henry                   | 1797–1798 | Föderalist                               |
| Benjamin Ogle                | 1798–1801 | Föderalist                               |
| John Francis Mercer          | 1801–1803 | Democratic Republican                    |
| Robert Bowie                 | 1803–1806 | Democratic Republican                    |
| Robert Wright                | 1806–1809 | Democratic Republican                    |
| James Butcher                | 1809      | keine                                    |
| Edward Lloyd                 | 1809–1811 | Democratic Republican                    |
| Robert Bowie                 | 1811–1812 | Democratic Republican                    |
| Levin Winder                 | 1812–1816 | Föderalist                               |
| Charles Carnan Ridgely       | 1816–1819 | Föderalist                               |
| Charles Goldsborough         | 1819      | Föderalist                               |
| Samuel Sprigg                | 1819–1822 | Democratic Republican                    |
| Samuel Stevens               | 1822–1826 | Democratic Republican                    |
| Joseph Kent                  | 1826–1829 | Demokrat                                 |
| Daniel Martin                | 1829–1830 | Whig                                     |
| Thomas King Carroll          | 1830–1831 | Demokrat                                 |
| Daniel Martin                | 1831      | Whig                                     |
| George Howard                | 1831–1833 | Whig                                     |
| James Thomas                 | 1833–1836 | Whig                                     |
| Thomas Ward Veazey           | 1836–1839 | Whig                                     |
| William Grason               | 1839–1841 | Demokrat                                 |
| Francis Thomas               | 1841–1845 | Demokrat                                 |
| Thomas George Pratt          | 1845–1848 | Whig                                     |
| Philip Francis Thomas        | 1848–1851 | Demokrat                                 |
| Enoch Louis Lowe             | 1851–1854 | Demokrat                                 |
| Thomas Watkins Ligon         | 1854–1858 | Demokrat                                 |
| Thomas Holliday Hicks        | 1858–1862 | Know-Nothing Party, ab 1861 Republikaner |
| Augustus Williamson Bradford | 1862–1866 | Unionist                                 |
| Thomas Swann                 | 1866–1869 | Unionist, ab 1866 Demokrat               |
| Oden Bowie                   | 1869–1872 | Demokrat                                 |
| William Pinkney Whyte        | 1872–1874 | Demokrat                                 |
| James Black Groome           | 1874–1876 | Demokrat                                 |
| John Lee Carroll             | 1876–1880 | Demokrat                                 |
| William Thomas Hamilton      | 1880–1884 | Demokrat                                 |
| Robert Milligan McLane       | 1884–1885 | Demokrat                                 |
| Henry Lloyd                  | 1885–1888 | Demokrat                                 |
| Elihu Emory Jackson          | 1888–1892 | Demokrat                                 |
| Frank Brown                  | 1892–1896 | Demokrat                                 |
| Lloyd Lowndes Jr.            | 1896–1900 | Republikaner                             |
| John Walter Smith            | 1900–1904 | Demokrat                                 |
| Edwin Warfield               | 1904–1908 | Demokrat                                 |
| Austin Lane Crothers         | 1908–1912 | Demokrat                                 |
| Phillips Lee Goldsborough    | 1912–1916 | Republikaner                             |
| Emerson Columbus Harrington  | 1916–1920 | Demokrat                                 |
| Albert Cabell Ritchie        | 1920–1935 | Demokrat                                 |
| Harry Whinna Nice            | 1935–1939 | Republikaner                             |
| Herbert Romulus O’Conor      | 1939–1947 | Demokrat                                 |
| William Preston Lane Jr.     | 1947–1951 | Demokrat                                 |
| Theodore Roosevelt McKeldin  | 1951–1959 | Republikaner                             |
| John Millard Tawes           | 1959–1967 | Demokrat                                 |
| Spiro Theodore Agnew         | 1967–1969 | Republikaner                             |
| Marvin Mandel                | 1969–1977 | Demokrat                                 |
| Blair Lee III.               | 1977–1979 | Demokrat                                 |
| Marvin Mandel                | 1979      | Demokrat                                 |
| Harry Roe Hughes             | 1979–1987 | Demokrat                                 |
| William Donald Schaefer      | 1987–1995 | Demokrat                                 |
| Parris Nelson Glendening     | 1995–2003 | Demokrat                                 |
| Robert Leroy Ehrlich         | 2003–2007 | Republikaner                             |
| Martin Joseph O’Malley       | 2007–2015 | Demokrat                                 |
| Lawrence Joseph Hogan        | 2015–2023 | Republikaner                             |
| Wes Moore                    | ab 2023   | Demokrat                                 |